# Psychotria nummularioides
Psychotria nummularioides är en måreväxtart som beskrevs av André Guillaumin. Psychotria nummularioides ingår i släktet Psychotria och familjen måreväxter. Inga underarter finns listade i Catalogue of Life.